# Cantón de Chaumont-en-Vexin
El cantón de Chaumont-en-Vexin es una división administrativa francesa, situada en el departamento de Oise y la región de Picardía.
Su consejero general es Gérard Lemaitre, de la UMP.

## Geografía
Este cantón se organiza alrededor de Chaumont-en-Vexin, en el distrito de Beauvais. Su altitud varía de 37 m (Boury-en-Vexin) a 212 m (Serans), teniendo una altitud media de 111 m.

## Composición
El cantón de Chaumont-en-Vexin agrupa 37 comunas y cuenta con 16.528 habitantes (según el censo de 1999).
| Comunas                    | hab.  | código postal | código INSEE |
| -------------------------- | ----- | ------------- | ------------ |
| Bachivillers               | 346   | 60240         | 60038        |
| Boissy-le-Bois             | 166   | 60240         | 60080        |
| Boubiers                   | 370   | 60240         | 60089        |
| Bouconvillers              | 362   | 60240         | 60090        |
| Boury-en-Vexin             | 306   | 60240         | 60095        |
| Boutencourt                | 204   | 60590         | 60097        |
| Chambors                   | 304   | 60240         | 60140        |
| Chaumont-en-Vexin          | 3 078 | 60240         | 60143        |
| Courcelles-lès-Gisors      | 803   | 60240         | 60169        |
| Delincourt                 | 510   | 60240         | 60195        |
| Énencourt-Léage            | 115   | 60590         | 60208        |
| Énencourt-le-Sec           | 169   | 60240         | 60209        |
| Éragny-sur-Epte            | 552   | 60590         | 60211        |
| Fay-les-Étangs             | 368   | 60240         | 60228        |
| Fleury                     | 495   | 60240         | 60239        |
| Fresne-Léguillon           | 467   | 60240         | 60257        |
| Hadancourt-le-Haut-Clocher | 355   | 60240         | 60293        |
| Hardivillers-en-Vexin      | 129   | 60240         | 60300        |
| Jaméricourt                | 200   | 60240         | 60322        |
| Lattainville               | 159   | 60240         | 60352        |
| Lavilletertre              | 599   | 60240         | 60356        |
| Liancourt-Saint-Pierre     | 586   | 60240         | 60361        |
| Lierville                  | 245   | 60240         | 60363        |
| Loconville                 | 259   | 60240         | 60367        |
| Monneville                 | 740   | 60240         | 60411        |
| Montagny-en-Vexin          | 554   | 60240         | 60412        |
| Montjavoult                | 465   | 60240         | 60420        |
| Parnes                     | 338   | 60240         | 60487        |
| Reilly                     | 165   | 60240         | 60528        |
| Senots                     | 275   | 60240         | 60613        |
| Serans                     | 241   | 60240         | 60614        |
| Thibivillers               | 205   | 60240         | 60630        |
| Tourly                     | 167   | 60240         | 60640        |
| Trie-Château               | 1 460 | 60590         | 60644        |
| Trie-la-Ville              | 327   | 60590         | 60645        |
| Vaudancourt                | 151   | 60240         | 60659        |
| Villers-sur-Trie           | 293   | 60590         | 60690        |

## Demografía
| 9,009 | 10,233 | 10,825 | 13,036 | 15,273 | 16,528 |
| Para los censos de 1962 a 1999 la población legal corresponde a la población sin duplicidades (Fuente: INSEE [Consultar]) |        |        |        |        |        |